# Žiga Grošelj
Žiga Grošelj (ur. 31 sierpnia 1993) – słoweński kolarz szosowy. Aktualnie jest w austriackim klubie Felbermayr Simplon Wels. W 2016 roku zajął 768. miejsce w UCI Europe Tour, a w 2017 roku 1030. miejsce. W 2017 roku zajął również 481. miejsce w UCI Asia Tour.

## Kariera klubowa
Žiga Grošelj rozpoczął swoją karierę w 2012 roku w słoweńskim klubie Sava, w którym pozostał tylko rok. Przerwaną w 2013 roku karierę klubową wznowił w 2017 roku w słoweńskim Adria Mobil. W 2020 roku przeniósł się do Felbermayr Simplon Wels.

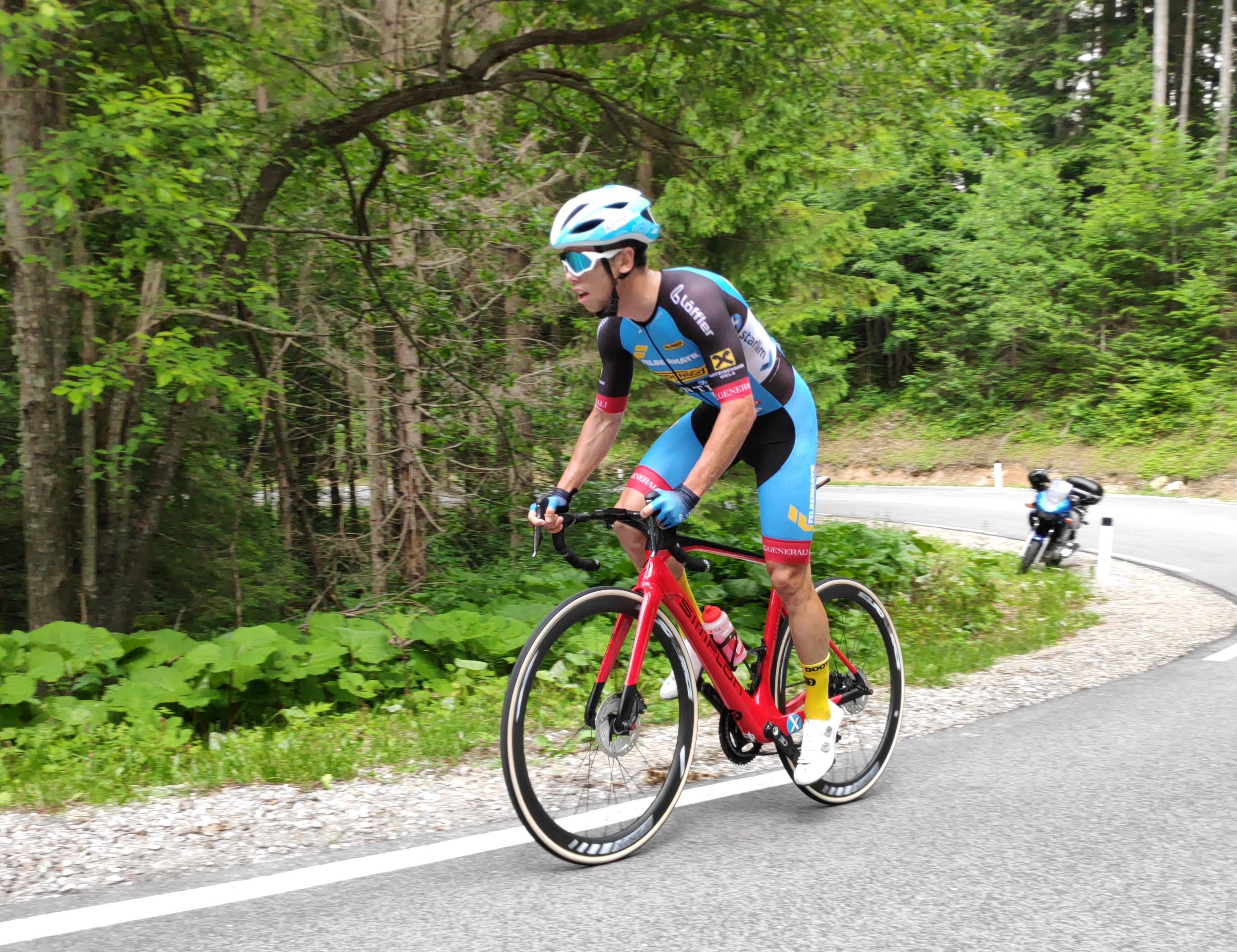
Žiga Grošelj w trakcie wyścigu

| Rok       | Klub                    |
| --------- | ----------------------- |
| 2012–2013 | Sava                    |
| 2017–2019 | Adria Mobil             |
| 2020–     | Felbermayr Simplon Wels |

## Sukcesy
- Brązowy medal w Croatia-Slovenia w 2016
- 7. miejsce w wyścigu kolarskim: Szlakiem Grodów Piastowskich w 2017
- 10. miejsce w wyścigu kolarskim: Szlakiem Grodów Piastowskich 2019[4]